# Dalwhinnie Single Malt

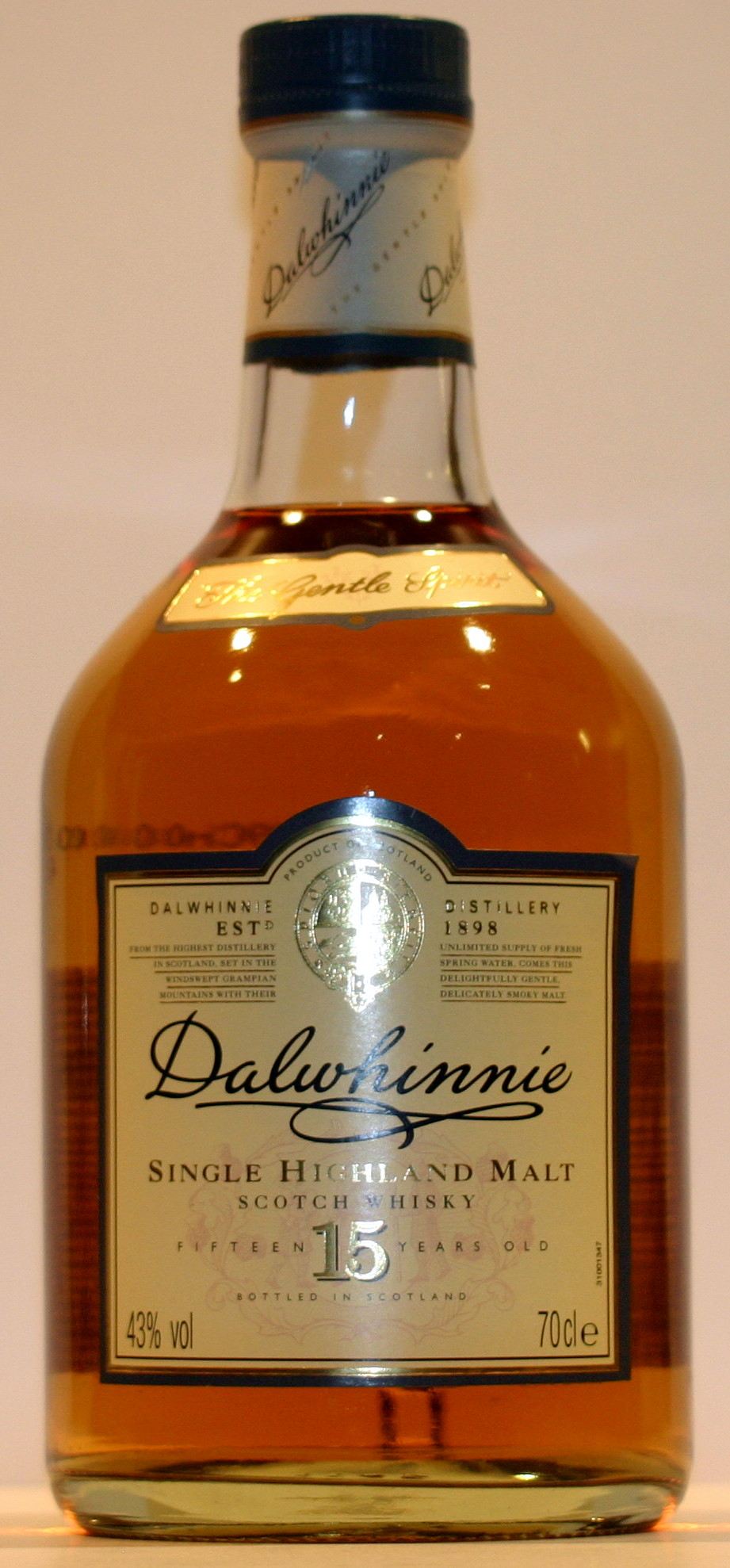
Single Malt 15 jaar oud

Dalwhinnie Single Malt is een Highland single malt whisky, geproduceerd in de Dalwhinnie Distillery in Dalwhinnie, Inverness-shire, Schotland.
De distilleerderij werd in 1897 opgericht door John Grant, George Sellar en Alexander Mackenzie onder de naam Strathspey. Een jaar na de oprichting ging de distilleerderij al failliet en werd deze verkocht aan A.P. Blyth, waarbij de naam gewijzigd werd in Dalwhinnie.
In 1905 werd de distilleerderij verkocht aan het Amerikaanse Cook & Bernheimer. Deze gebruikte de malts voor zijn blended whiskies, welke op de Amerikaanse markt werden uitgebracht. In 1920 kwam het bedrijf weer in Schotse handen, toen het werd gekocht door MacDonald Greenlees, die vervolgens overgenomen werd door Distillers Company Limited. Dat laatste bedrijf fuseerde uiteindelijk tot United Distillers, dat later deel ging uitmaken van Diageo.
De productie van Dalwhinnie wordt voor 90% gebruikt in de Black & White-whisky.
De 15 jaar oude single malt van Dalwhinnie behoort tot de Classic Malts of Scotland van Diageo.
De distilleerderij is de op een na hoogst gelegen distilleerderij van Schotland.